# Ceratoneura infuscata
Ceratoneura infuscata är en stekelart som beskrevs av Ikeda 2001. Ceratoneura infuscata ingår i släktet Ceratoneura och familjen finglanssteklar. Inga underarter finns listade i Catalogue of Life.